# Asterias amurensis
Asterias amurensis é uma Estrela-do-mar encontrada em mares rasos e estuários, nativa das costas do norte da China, Coreia, extremo leste da Rússia, Japão, Alasca, Ilhas Aleutas e Colúmbia Britânica em Canadá. Duas formas são reconhecidas: a nominal e a forma robusta do Estreito da Tartária. Preda principalmente grandes moluscos bivalves e é predada principalmente por outras espécies de estrelas-do-mar. Os booms populacionais no Japão podem afetar a colheita das operações de maricultura e são caros para combater. Esta espécie foi introduzida em áreas oceânicas do sul da Austrália e é uma espécie invasora causando danos a espécies nativas, especialmente na Tasmânia.

## Taxonomia
Esta espécie foi descrita pela primeira vez em 1871 por Christian Frederik Lütken. A Parasterias albertensis foi descrita em 1914 da Colúmbia Britânica por Addison Emery Verrill de uma coleção feita no final do século anterior e mantida no Smithsonian; este táxon foi sinonimizado por Walter Kenrick Fisher em 1930.
Walter Kenrick Fisher também incluiu Asterias rollestoni como forma de A. amurensis em 1930, e ainda afirmou que A. versicolor pode muito bem se intercalar com seu A. amurensis f. rollestoni ao norte de seu alcance. Em 1936, e posteriormente em 1940, Ryori Hayashi seguiu a interpretação de Fisher, e em 1940 até mesmo subsumindo Asterias versicolor como forma de A. amurensis, embora Alexander Michailovitch Djakonov em 1950 e autores subsequentes tenham rejeitado esta interpretação taxonômica.
Asterias pectinata foi descrita de Camecháteca por Johann Friedrich Brandt em 1834 ou 1835, e sinonimizada com Asterias amurensis por Fisher em 1930. No trabalho de 1950, Estrelas do mar (Asteroides) dos mares da URSS (tradução), Djakonov nomeou cinco novas formas desta espécie do extremo leste da União Soviética (reconhecendo seis formas, incluindo a nominal), embora todas tenham sido posteriormente sinonimizadas, exceto para um: f. robusta.

### Variação intraespecífica
Existem duas formas (ou subespécies) aceitas no Registro Mundial de Espécies Marinhas por Christopher Mah a partir de 2008:
- Asterias amurensis f. amurensis (Lütken, 1871) – provavelmente descrito do mar ao largo da Coreia.
- Asterias amurensis f. robusta (Djakonov, 1950) – descrita do extremo leste da Rússia.

## Descrição
Pode crescer até 50 centímetros de diâmetro, embora isso seja excepcional e os braços geralmente crescem para 16,1 centímetros, com a relação entre o comprimento do braço e o raio de seu disco variando de 3,6:1 a 5,9:1. Possui cinco braços e um pequeno disco central. Pode ser distinguido de espécies semelhantes pelas pontas viradas para cima de seus braços. A parte de baixo é completamente amarela. Apresenta ampla gama de cores em seu lado dorsal: laranja a amarelo, às vezes vermelho e roxo. Os braços são cobertos de forma desigual por pequenos espinhos de bordas irregulares, que revestem o sulco em que os pés ambulacrários se encontram e se unem na boca em forma de leque.

### Espécies semelhantes
Segundo Verrill, assemelha-se mais às espécies Asterias forbesi e A. rubens do Atlântico Norte. Distingue-se pela falta de placas interacionais e pelo arranjo uniformemente reticulado das placas dorsais.

## Distribuição

### Nativa

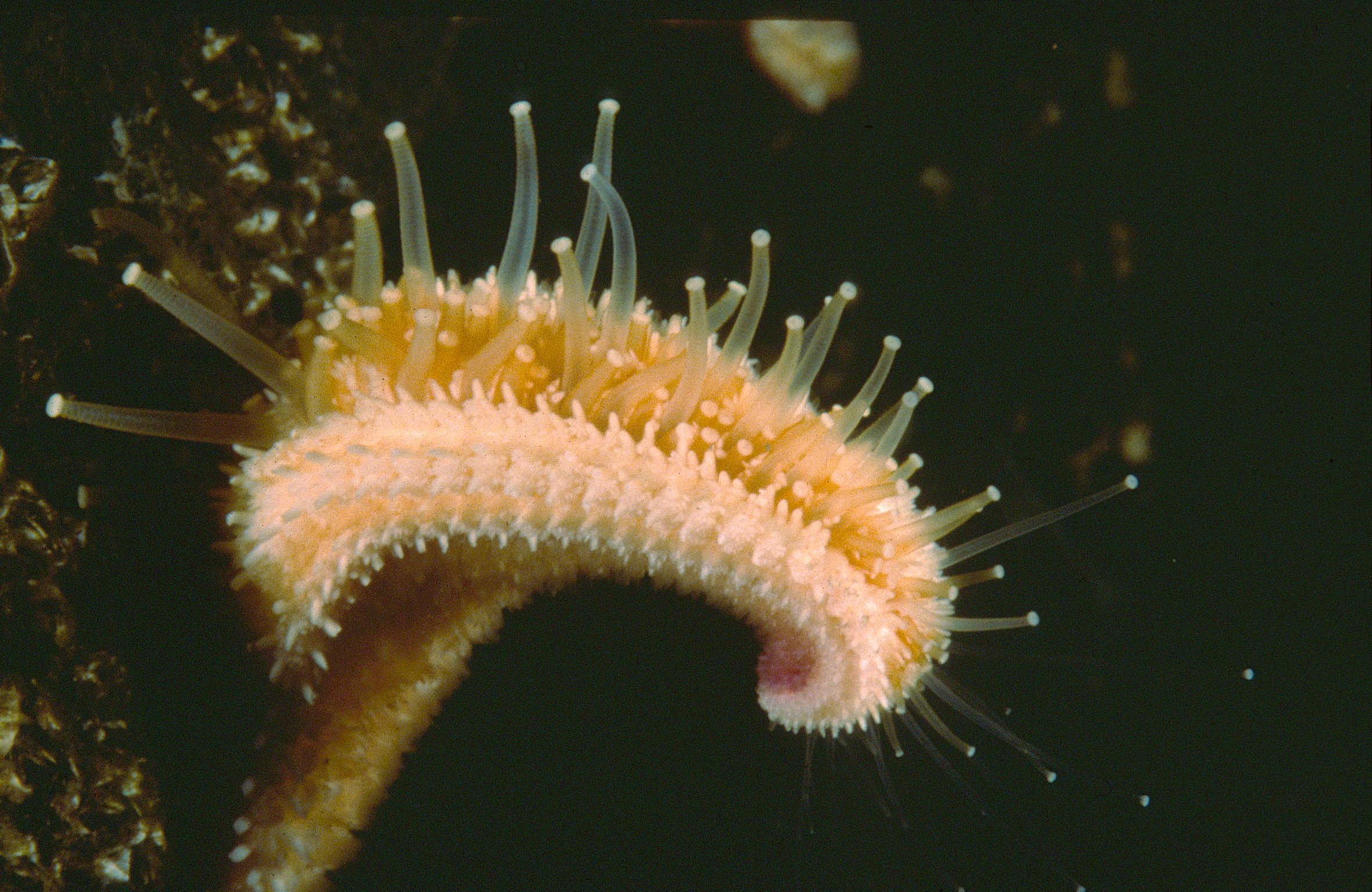
Pé ambulacrário de A. amurensis

É nativa das águas costeiras do norte da China, Coreia do Norte e Coreia do Sul, Extremo leste da Rússia, Japão, as ilhas Aleutas, Alasca (do mar de Beringue ao golfo do Alasca) e Canadá (Colúmbia Britânica). Encontra-se em todo o Mar do Japão e é comum dentro de sua faixa nativa. No Japão, é encontrado em ambas as costas, de Hocaido a Quiuxu e no Mar Interior de Seto: na Baía de Mitsu, na costa de Iocoama, na província de Aomori, na costa de Odanozaua e em outros lugares, ao longo da costa da província de Iamagata, baía de Tóquio, entre Tateixi e Ogaxima na baía de Sagami ao largo de Nagai, ao largo de Haiama, na baía de Caratsu de Hacata, baía de Osaca de Ise, baía de Sendai de Ariake. Na Coreia do Sul, é encontrada nas costas do Pacífico e do Mar do Japão e foi encontrado em Dokdo, Ilha Geoje, Janmoque e Tonieom. Na Rússia, é encontrada no Golfo de Pedro, o Grande, no krai do Litoral, no okrug autônomo de Tchukotka no leste do Mar de Tchuktchi até o Oceano Ártico, Camecháteca, nas ilhas Curilas, nas costas leste e oeste do rstreito da Tartária e em ambas as costas de Sacalina. No Canadá foi coletada em 1887 a nordeste da Ilha de Vancouver, Colúmbia Britânica, embora registros do Canadá e do Alasca possam representar introduções humanas acidentais.

### Introduzido
Esta espécie foi introduzida em áreas oceânicas da Tasmânia no sul da Austrália, partes da Europa e Maine. Foi coletado pela primeira vez em 1982 e relatado pela primeira vez em 1985 no estuário do rio Derwent na Tasmânia, e relatado pela primeira vez em Vitória, Austrália em 1998. Tornou-se uma espécie invasora na Austrália e está em décimo primeiro lugar na lista de 100 das espécies exóticas invasoras mais daninhas do mundo.

## Ecologia

### Habitat

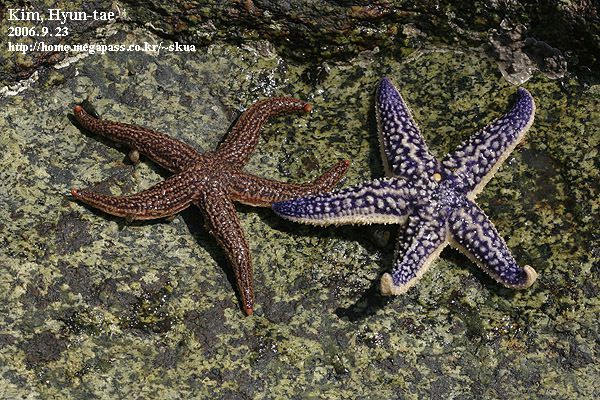
A. amurensis em Taean, província de Chungcheong do Sul, Coreia do Sul

Elas preferem ambiente ligeiramente frio de cerca de 7-10°C. Diz-se também que a temperatura ótima é de 9 a 13°C. Tem uma tolerância de temperatura de 0–25°C de acordo com uma fonte, ou 5–20°C de acordo com outro. É capaz de tolerar uma grande variedade de salinidades, de 18,7 a 41,0 ppt., e pode sobreviver em estuários. Foi encontrada a uma profundidade máxima de 220 metros. Prefere áreas rasas e abrigadas. Os adultos são encontrados em uma ampla variedade de substratos, incluindo florestas de algas, lama, areia, seixos, rochas, destroços, redes e substratos artificiais. Não é encontrada em áreas de ação de ondas altas ou em recifes.

### Comportamento
Essas estrelas-do-mar se movem em direção à luz. Os adultos são móveis com uma velocidade máxima de 20 centímetros por minuto. Estrelas-do-mar marcadas na Baía de Tóquio, Japão, distâncias máximas de viagem registradas 2,5 quilômetros em 32 dias (78m/dia) a oeste da baía, e 8,1 quilômetros em 129 dias (62,8 m/dia) a leste. A população passa por ciclos de alta e baixa no Japão, onde pode fervilhar de vez em quando; durante os enxames os adultos podem flutuar na superfície do mar devido ao ar retido dentro da cavidade corporal. A população é mista, com diferentes faixas etárias encontradas misturadas. Os animais podem sobreviver pelo menos quatro anos em estado selvagem no Japão, mas estima-se que a maioria viva de dois a três anos. Se a estrela-do-mar for rasgada, cada braço pode se transformar em um novo animal (fissiparidade) se uma parte do disco principal for anexada. Isso não é totalmente incomum.

#### Desenvolvimento

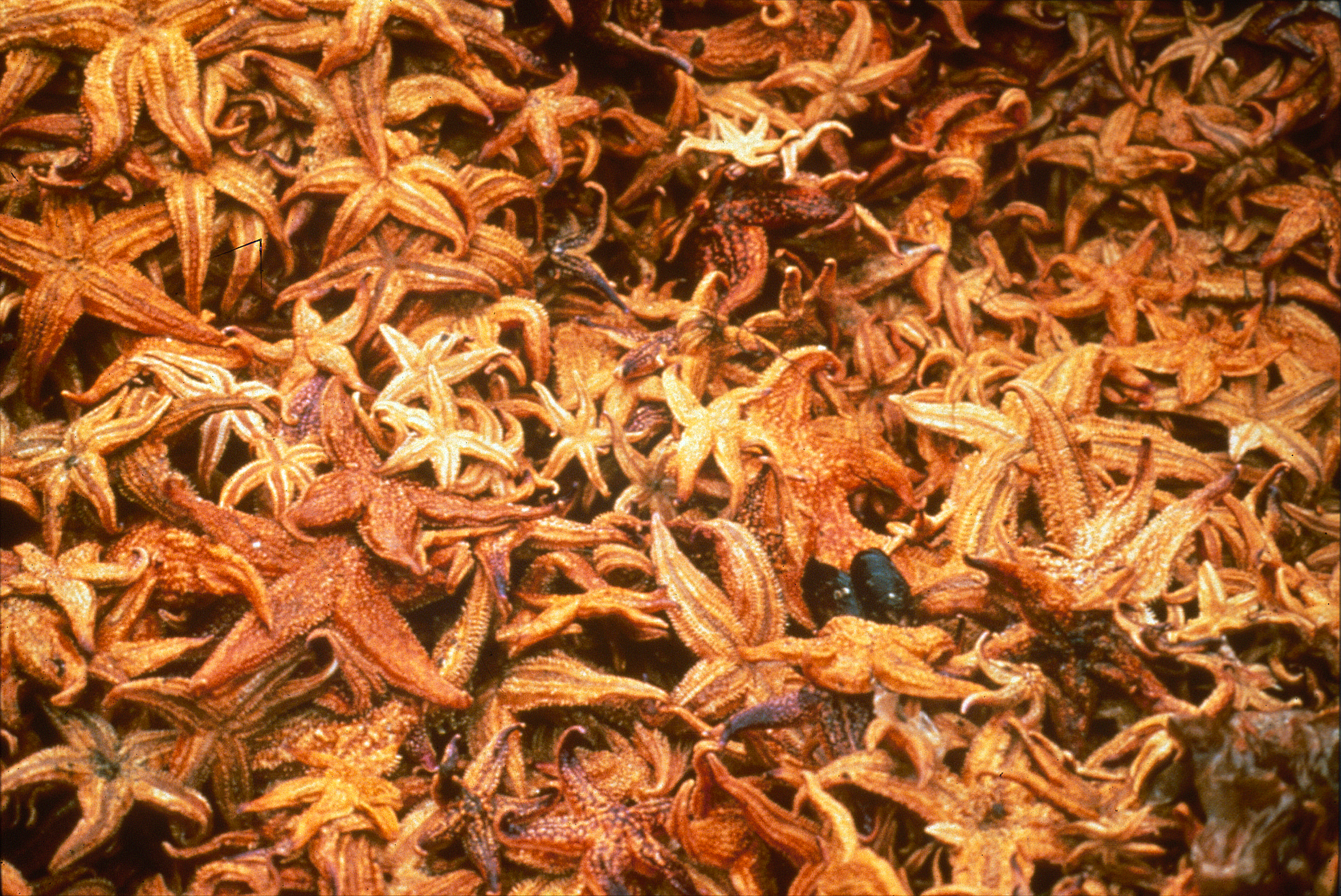
Centenas de espécies avistados juntos

As estrelas-do-mar masculinas e femininas liberam seus gametas na água do mar (fertilização externa), resultando em ovos fertilizados. Estes passam pela gastrulação e se tornam larvas. Uma vez que estes começam a se alimentar, eles são chamados de bipinária, este estágio então cresce na braquiolária depois de crescer cinco braços, três fundidos com o disco central. O desenvolvimento é dependente da temperatura. Essas larvas flutuam como plâncton pelágico de 41 a 120 dias antes de encontrarem e se estabelecerem em uma superfície e se metamorfosearem em estrelas-do-mar juvenis. Essa metamorfose nas larvas é estimulada por substâncias químicas detectadas na presença de adultos e por estímulos táteis (sentir uma superfície). No primeiro ano, esses juvenis crescem 6 milímetros por mês, depois crescem 1 a 2 milímetros por mês. Machos e fêmeas podem ser sexualmente maduros quando atingem 3,6–5,5 centímetros de comprimento, mas de longe a maioria dos machos e fêmeas se reproduzem quando cerca de 10 centímetros de diâmetro, quando eles têm 1 ano de idade. A espécie se reproduz sazonalmente e desova de janeiro a abril no Japão, de junho a outubro na Rússia, e entre julho e outubro na Austrália. As fêmeas são capazes de carregar até 20 milhões de ovos. A gametogênese nas fêmeas leva 9 meses. As fêmeas desovam (liberam ovos) sucessivamente durante a época de reprodução. No Japão pode aparecer em dois eventos principais no ano, em outros lugares é uma vez.

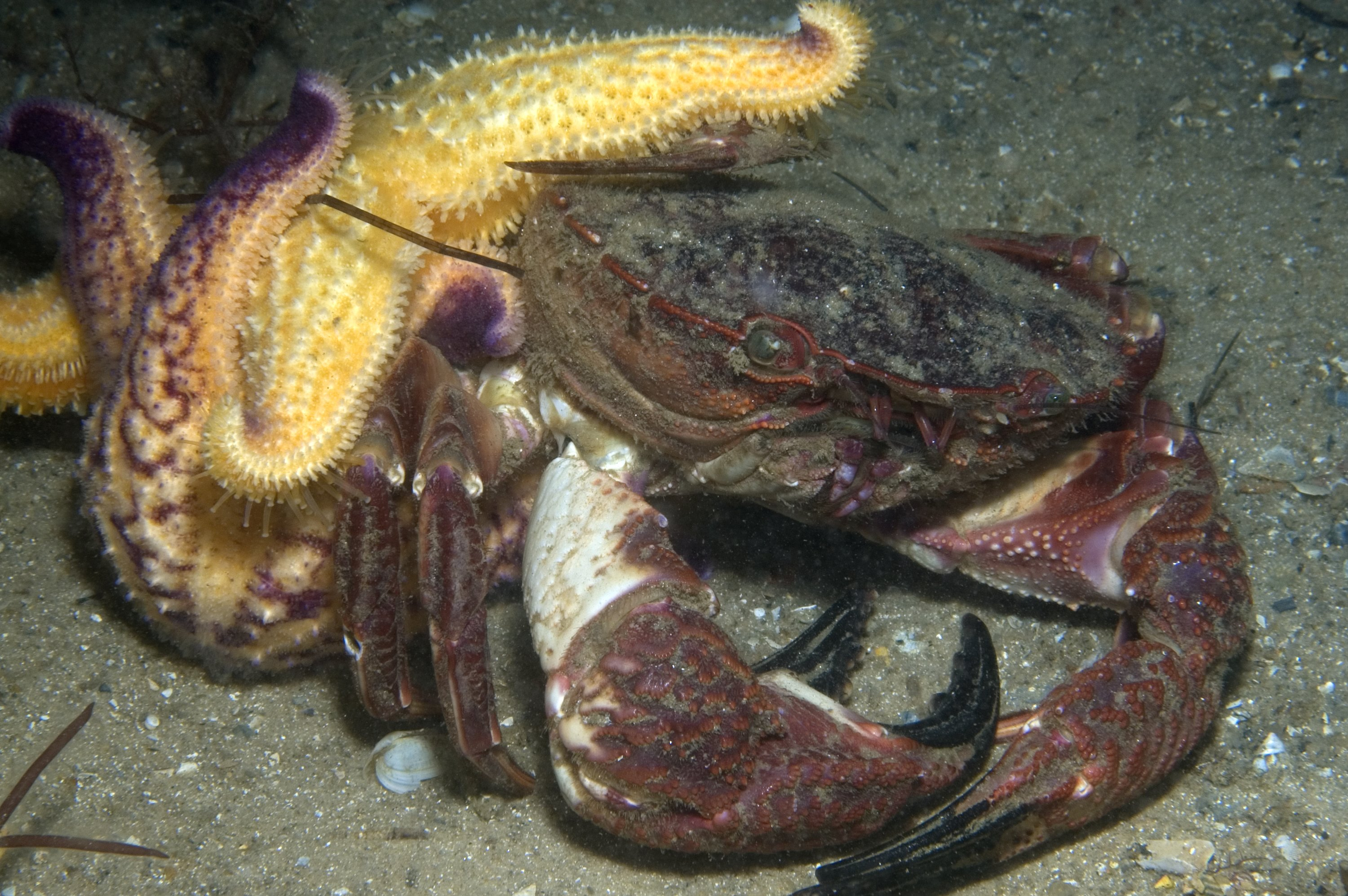
Estrela-do-mar atacando um caranguejo

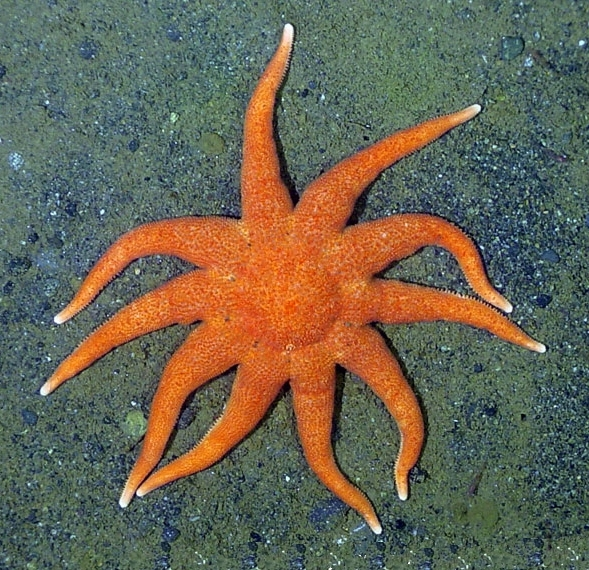
Solaster paxillatus é um predador de A. amurensis no Japão

### Interações de espécies

#### Presa
É um predador generalista, mas preda principalmente grandes espécies de moluscos bivalves. Ele separa suas asas com todos os cinco braços e, em seguida, inverte seu estômago na concha. Ele pode cavar mariscos do fundo do mar de vez em quando. Pode ser seletivo ou oportunista dependendo da disponibilidade de presas. Às vezes também ataca gastrópodes, caranguejos, cracas, ascidiáceas (Ascidiacea) e algas. Também foi visto predando a si mesmo durante períodos de baixa abundância de alimentos. Ele também comerá peixes mortos e resíduos de peixes. Na Tasmânia, se alimenta das massas de ovos do peixe-mão malhado e das ascidiáceas nas quais desovam.

#### Predadores
No Japão, a estrela-do-mar Solaster paxillatus come esta espécie. É predado pela estrela-do-mar Luidia quinaria na baía de Tóquio. Em aquários no Alasca, caranguejos Paralithodes camtschaticus foram registrados alimentando-se dela. Em experimentos de laboratório na Coreia, Charonia sp. preferem esta espécie a outras estrelas-do-mar, pepinos-do-mar e Echinoidea.

#### Parasitas
No Japão, os escuticociliados Orchitophrya stellarum e outro Orchitophrya sp. são conhecidos por parasitar as gônadas desta estrela-do-mar, especialmente os machos. O. stellarum infecta os testículos e se alimenta das gônadas de várias espécies de estrelas-do-mar. Pode causar castração e ser letal à Asterias amurensis no Japão. Outros possíveis parasitas encontrados associados a ela são os caprelídeo Caprella astericola, o copépode Scottomyzon gibberum, o poliqueta polinoide Arctonoe uittuta, espécies dos gêneros harpacticoides Parathalestris, taléstris, Paramphiacella e Eupelite, bem como vários anfípodes gamarídeos (Gammaridea) não identificados e um não identificado apicomplexa vivendo dentro dele.

#### Outro
No Japão é abundante a 20 metros de profundidade, mas diminui para 50 metros, onde é substituída por outra espécie de estrela-do-mar, Distolasterias nipon. Ele compete com as estrelas-do-mar Uniophora granifera e Coscinasterias muricata, e as morsas do Pacífico, Odobenus rosmarus ssp. divergens, para presas bivalves. Um possível comensal é a bactéria Colwellia asteriadis, uma nova espécie publicada em 2010, que só foi isolada de hospedeiros Asterias amurensis no mar da Coreia. Estes não mostraram efeitos de hospedar as bactérias.

## Impactos

### Medicina tradicional
É considerado útil na medicina tradicional na China e está na Farmacopeia 2015 da República Popular da China.

### Impactos na maricultura
É um predador que pode afetar a abundância de bivalves juvenis. O estágio de asteroide pode se prender a armadilhas de salmão, linhas de ostras e palangres de vieiras. No Japão, onde é nativa, os surtos populacionais custaram milhões de dólares à indústria da maricultura em medidas de controle e perdas por predação. Pode ter um impacto significativo nas plantações de vieiras Mizuhopecten yessoensis e nas populações de Fulvia tenuicostata e Patinopecten yessoensis no Japão, e algum impacto em mexilhões e ostras na Tasmânia.

### Espécies invasivas
Esta estrela-do-mar é uma espécie invasora na Austrália. Colonizou as águas australianas no estuário de Derwent, baía de Port Phillip e lagoa de Henderson na Tasmânia. No estuário de Derwent, foi ligada ao declínio do Brachionichthys hirsutus endêmico que está ameaçado de extinção. O mecanismo de introdução mais provável é o transporte de larvas que nadam livremente em água de lastro para navios. Os navios sugam a água de lastro contendo larvas de estrelas-do-mar, em um porto como o do Japão, e a deixam sair em um porto como o da Tasmânia, as larvas saem com a água e se metamorfoseiam em estrelas-do-mar juvenis.

#### Remoção
Ensaios foram realizados para encontrar processos de remoção eficazes, incluindo a remoção física de A. amurensis, que foi estimado pelos participantes do workshop como o mais eficaz, seguro e politicamente atraente quando comparado com processos de controle químico ou biológico. Vários "dias de caça às estrelas-do-mar" foram organizados na Tasmânia, nos quais vários milhares de estrelas-do-mar foram removidas. Mountfort et al. estudaram desenvolvendo uma sonda para testar a água de lastro e detectar a presença dessa praga marítima específica. A detecção precoce continua a ser a melhor solução para reduzir os efeitos nocivos das espécies invasoras.

## Conservação
A população não foi avaliada pela IUCN.